# Pesma za Evroviziju '23
La seconda edizione di Pesma za Evroviziju (in cirillico: Песма за Евровизију?) si è svolta dal 1º al 4 marzo 2023 e ha selezionato il rappresentante della Serbia all'Eurovision Song Contest 2023 a Liverpool.
Il vincitore è stato Luke Black con Samo mi se spava.

## Organizzazione
Il 25 agosto 2022 l'emittente Radio-televizija Srbije (RTS) ha confermato la partecipazione della Serbia all'Eurovision Song Contest 2023. La ricerca del rappresentante nazionale è iniziata il 1º settembre: fino al successivo 1º dicembre, gli artisti interessati hanno avuto la possibilità di inviare le loro proposte all'emittente, con la condizione che gli artisti partecipanti fossero cittadini serbi e che le canzoni fossero principalmente scritte in lingua serba o in una delle sue lingue co-ufficiali.
Il programma ha visto 32 artisti sfidarsi per un biglietto per l'Eurovision Song Contest 2023 a Liverpool. Si è articolato in tre spettacoli: due semifinali il 1º e il 2 marzo 2023, e la finale il 4 marzo.

### Giuria
La giuria delle semifinali è stata composta da:
- Maja Cvetković, cantautrice;
- Ana Stanić, cantante e produttrice cinematografica;
- Vojislav Aralica, produttore discografico;
- Filip Bulatović, conduttore d'orchestra;
- Zoran Lesendrić, musicista.

La giuria della finale è stata composta da:
- Lena Kovačević, cantautrice;
- Dragan Đorđević, violincellista;
- Nevena Božović, rappresentante della Serbia all'Eurovision Song Contest 2013 e 2019;
- Slobodan "Coby" Veljković, rapper e produttore discografico;
- Aleksandar Lokner, pianista.

## Partecipanti
RTS ha selezionato 32 partecipanti fra le 200 proposte ricevute. Gli artisti e i relativi brani sono stati annunciati il 9 gennaio 2023. Tutti i brani sono stati resi disponibili a partire dal 2 febbraio 2023.
| Artista                          | Titolo                   | Lingua         | Compositori                                                                   |
| -------------------------------- | ------------------------ | -------------- | ----------------------------------------------------------------------------- |
| Adem Mehmedović                  | Osmeh                    | Serbo          | Adem Mehmedović, Sanjin Kočan                                                 |
| Anđela                           | Loše procene             | Serbo          | Ivan Milanov, Nemanja Antonić, Asal Ksinatović, Filip Nestorović, Ana Sekulić |
| Angellina                        | Lanac                    | Serbo          | Ivan Franović, Anđela Vujović                                                 |
| Boris Subotić                    | Nedostupan               | Serbo          | Nemanja Antonić, Filip Nestović, Milenko Škarić                               |
| Chegi & Blaća Bluz Band          | Svadba ili kavga         | Serbo          | Željko Čeganjac, Dušan Čeganjac, Stfan Čeganjac, Boris Kepetanović            |
| Doris Milošević                  | Tišina                   | Serbo          | Ognjan Milošević                                                              |
| Duo Grand                        | Viva la vida             | Serbo          | Nino Ademović, Goran Ratković Rale, Branislav Glušac                          |
| Džipsii                          | Greh                     | Serbo          | Ahmed Hajdarović, Jovan Živadinović                                           |
| Eegor                            | Starac dana              | Serbo          | Igor Mišković, Marko Kon, Milan Novaković                                     |
| Egret                            | Ako shvatim kasno        | Serbo          | Petar Pupić                                                                   |
| Emphaty Soul Project             | Indigo                   | Serbo          | Nenad Radaković                                                               |
| Filarri                          | Posle mene               | Serbo          | Teodora Pavlovska, Miloš Janošević                                            |
| Filip Baloš                      | Novi plan drugi san      | Serbo          | Filip Baloš                                                                   |
| Filip Žmaher                     | Čujemo se sutra          | Serbo          | Boban Janković, Filip Tančić, Aleksandar Mastelica                            |
| Frajle                           | Neka, neka               | Serbo          | Nataša Mihajlović, Nevena Buča                                                |
| Gift                             | Liberta                  | Serbo          | Jovan Matić                                                                   |
| Hercenšlus                       | Vremenska zona           | Serbo          | Boban Dževerdanović                                                           |
| Hurricane                        | Zumi zimi zami           | Serbo, inglese | Nemanja Antonić, Ivan Vukajlović, Lena Kuzmanović                             |
| Igor Stanojević                  | Iza duge                 | Serbo          | Vladimir Graić                                                                |
| Igor Vins & Bane Lalić           | Zamo što bolim           | Serbo          | Igor Vins, Bane Lalić                                                         |
| Ivona                            | U noćima                 | Serbo          | Ivona Pantelić, Bone N Skin                                                   |
| Jelena Vlahović                  | Kao grom iz vedra neba   | Serbo          | Aleksandar Filipović, Bradislav Klanšček                                      |
| Luke Black                       | Samo mi se spava         | Inglese, serbo | Luke Black, Majed Kfoury, Comnavago, Milan Bošković                           |
| Mattia Zanatta & Angela Kassiani | Novi svet                | Serbo, inglese | Michele Bonivento, Mattia Zanatta, Predrag Cvetković                          |
| Milan Bujaković                  | Fenomen                  | Serbo          | Aleksandar Aleksov, Miro Buljan, Nedad Ćeranić, Dragiša Baša                  |
| Nađa                             | Moj prvi ožinjak na duši | Serbo          | Kristina Kovač, Tim Gosden                                                    |
| Nadia                            | Debojka tvog dečka       | Serbo          | Konstantin Arsić, Aleksa Bučković, Nađa Terzić                                |
| Princ                            | Cvet sa Istoka           | Serbo          | Dušan Bačić                                                                   |
| Savo Perović                     | Presidente               | Serbo          | Mahdi, Sajsi MC, Savo Perović                                                 |
| Stefan Shy                       | Od jastuka do jastuka    | Serbo          | Slavko Milovanović, Ana Sekulić                                               |
| Tijana Dapčević                  | Mamim                    | Serbo          | Ana Radonjić                                                                  |
| Zejna                            | Rumba                    | Serbo          | Nikola Burovac, Miloš Roganović                                               |

## Semifinali
Le semifinali si sono svolte in due serate, il 1º e il 2 marzo 2023, e hanno visto competere 16 partecipanti ciascuno per gli 8 posti per puntata destinati alla finale. La divisione e l'ordine d'esibizione delle semifinali sono stati resi noti il 27 gennaio 2023.

### Prima semifinale
La prima semifinale si è svolta il 1º marzo 2023 presso lo Studio 8 di RTS. L'ordine d'esibizione è stato reso noto il 27 gennaio 2023.
Ad accedere alla finale sono stati Nađa, Princ, Filip Baloš, Luke Black, gli Emphaty Soul Project, Stefan Shy, Boris Subotić e i Chegi & Blaća Bluz Band.
| #  | Artista                          | Titolo                   | Punteggio | Punteggio | Punteggio | Punteggio | Punteggio | Posizione |
| #  | Artista                          | Titolo                   | Giuria    | Giuria    | Televoto  | Televoto  | Totale    | Posizione |
| -- | -------------------------------- | ------------------------ | --------- | --------- | --------- | --------- | --------- | --------- |
| 1  | Mattia Zanatta & Angela Kassiani | Novi svet                | 34        | 7         | 742       | 0         | 7         | 9         |
| 2  | Adem Mehmedović                  | Osmeh                    | 10        | 1         | 445       | 0         | 1         | 15        |
| 3  | Nađa                             | Moj prvi ožinjak na duši | 48        | 10        | 3 178     | 7         | 17        | 1         |
| 4  | Tijana Dapčević                  | Mamim                    | 24        | 6         | 471       | 0         | 6         | 10        |
| 5  | Princ                            | Cvet sa Istoka           | 7         | 0         | 5 911     | 12        | 12        | 3         |
| 6  | Filip Baloš                      | Novi plan drugi san      | 21        | 5         | 2 712     | 6         | 11        | 4         |
| 7  | Filip Žmaher                     | Čujemo se sutra          | 4         | 0         | 830       | 0         | 0         | 16        |
| 8  | Luke Black                       | Samo mi se spava         | 11        | 2         | 4 388     | 8         | 10        | 6         |
| 9  | Angellina                        | Lanac                    | 11        | 3         | 1 004     | 0         | 3         | 12        |
| 10 | Emphaty Soul Project             | Indigo                   | 38        | 8         | 794       | 0         | 8         | 7         |
| 11 | Stefan Shy                       | Od jastuka do jastuka    | 58        | 12        | 1 893     | 4         | 16        | 2         |
| 12 | Hercenšlus                       | Vremenska zona           | 0         | 0         | 1 402     | 2         | 2         | 13        |
| 13 | Savo Perović                     | Presidente               | 0         | 0         | 1 145     | 1         | 1         | 14        |
| 14 | Igor Stanojević                  | Iza duge                 | 8         | 0         | 2 598     | 5         | 5         | 11        |
| 15 | Boris Subotić                    | Nedostupan               | 16        | 4         | 1 527     | 3         | 7         | 8         |
| 16 | Chegi & Blaća Bluz Band          | Svadba ili kavga         | 0         | 0         | 4 389     | 10        | 10        | 5         |

### Seconda semifinale
La seconda semifinale si è svolta il 2 marzo 2023 presso lo Studio 8 di RTS. L'ordine d'esibizione è stato reso noto il 27 gennaio 2023.
Ad accedere alla finale sono state le Hurricane, Nadia, Filarri, Zejna, Frajle, Džipsii, i Gift e il Duo Grand.
| #  | Artista                | Titolo                 | Punteggio | Punteggio | Punteggio | Punteggio | Punteggio | Posizione |
| #  | Artista                | Titolo                 | Giuria    | Giuria    | Televoto  | Televoto  | Totale    | Posizione |
| -- | ---------------------- | ---------------------- | --------- | --------- | --------- | --------- | --------- | --------- |
| 1  | Hurricane              | Zumi zimi zami         | 27        | 6         | 1 607     | 3         | 9         | 6         |
| 2  | Nadia                  | Debojka tvog dečka     | 26        | 5         | 3 020     | 12        | 17        | 2         |
| 3  | Filarri                | Posle mene             | 28        | 7         | 1 779     | 5         | 12        | 4         |
| 4  | Zejna                  | Rumba                  | 43        | 10        | 1 754     | 4         | 14        | 3         |
| 5  | Frajle                 | Neka, neka             | 22        | 3         | 2 125     | 7         | 10        | 5         |
| 6  | Igor Vins & Bane Lalić | Zamo što bolim         | 6         | 1         | 504       | 0         | 1         | 13        |
| 7  | Egret                  | Ako shvatim kasno      | 37        | 8         | 1 011     | 0         | 8         | 9         |
| 8  | Džipsii                | Greh                   | 58        | 12        | 2 887     | 10        | 22        | 1         |
| 9  | Eegor                  | Starac dana            | 23        | 4         | 1 091     | 0         | 4         | 10        |
| 10 | Jelena Vlahović        | Kao grom iz vedra neba | 0         | 0         | 1 138     | 1         | 1         | 12        |
| 11 | Ivona                  | U noćima               | 2         | 0         | 781       | 0         | 0         | 14        |
| 12 | Gift                   | Liberta                | 18        | 2         | 1 849     | 6         | 8         | 8         |
| 13 | Milan Bujaković        | Fenomen                | 0         | 0         | 1 600     | 2         | 2         | 11        |
| 14 | Duo Grand              | Viva la vida           | 0         | 0         | 2 164     | 8         | 8         | 7         |
| 15 | Anđela                 | Loše procene           | 0         | 0         | 956       | 0         | 0         | 14        |
| 16 | Doris Milošević        | Tišina                 | 0         | 0         | 703       | 0         | 0         | 14        |

## Finale
La finale si è svolta il 4 marzo 2023 presso lo Studio 8 di RTS ed è stata presentata da Milan Marić e Dragana Kosjerina.
A vincere il voto della giuria e il televoto sono stati rispettivamente Nađa e Princ; tuttavia, gli scarsi risultati nel televoto della prima e nel voto della giuria per il secondo hanno fatto sì che Luke Black, secondo classificato in entrambe votazioni, vincesse una volta sommati i punteggi.
| #  | Artista                 | Titolo                   | Punteggio | Punteggio | Punteggio | Punteggio | Punteggio | Posizione |
| #  | Artista                 | Titolo                   | Giuria    | Giuria    | Televoto  | Televoto  | Totale    | Posizione |
| -- | ----------------------- | ------------------------ | --------- | --------- | --------- | --------- | --------- | --------- |
| 1  | Stefan Shy              | Od jastuka do jastuka    | 32        | 7         | 6 131     | 4         | 11        | 6         |
| 2  | Boris Subotić           | Nedostupan               | 7         | 0         | 2 204     | 0         | 0         | 13        |
| 3  | Nadia                   | Debojka tvog dečka       | 8         | 2         | 4 424     | 2         | 4         | 8         |
| 4  | Duo Grand               | Viva la vida             | 4         | 0         | 3 005     | 0         | 0         | 13        |
| 5  | Nađa                    | Moj prvi ožinjak na duši | 52        | 12        | 8 111     | 6         | 18        | 3         |
| 6  | Frajle                  | Neka, neka               | 3         | 0         | 3 715     | 0         | 0         | 13        |
| 7  | Hurricane               | Zumi zimi zami           | 0         | 0         | 3 874     | 1         | 1         | 12        |
| 8  | Chegi & Blaća Bluz Band | Svadba ili kavga         | 2         | 0         | 5 144     | 3         | 3         | 10        |
| 9  | Džipsii                 | Greh                     | 25        | 5         | 11 582    | 8         | 13        | 5         |
| 10 | Luke Black              | Samo mi se spava         | 49        | 10        | 20 070    | 10        | 20        | 1         |
| 11 | Filip Baloš             | Novi plan drugi san      | 41        | 8         | 8 529     | 7         | 15        | 4         |
| 12 | Princ                   | Cvet sa Istoka           | 31        | 6         | 20 398    | 12        | 18        | 2         |
| 13 | Filarri                 | Posle mene               | 0         | 0         | 2 414     | 0         | 0         | 13        |
| 14 | Gift                    | Liberta                  | 17        | 4         | 3 155     | 0         | 4         | 9         |
| 15 | Emphaty Soul Project    | Indigo                   | 12        | 3         | 2 170     | 0         | 3         | 11        |
| 16 | Zejna                   | Rumba                    | 7         | 1         | 7 195     | 5         | 6         | 7         |